# Callicercops
Callicercops là một chi bướm đêm thuộc họ Gracillariidae.

## Các loài
- Callicercops iridocrossa (Meyrick, 1938)
- Callicercops milloti (Viette, 1951)
- Callicercops triceros (Meyrick, 1926)